# Iunie 2020
Acest articol este generat integral pe baza informațiilor din articolul 2020 și este actualizat periodic de un robot.
 Editările făcute în articol vor fi șterse la următoarea actualizare! Dacă doriți să faceți modificări, editați articolul-sursă.

ianuarie -
februarie -
martie -
aprilie -
mai -
iunie -
iulie -
august -
septembrie -
octombrie -
noiembrie -
decembrie
Iunie 2020 a fost a șasea lună a anului și a început într-o zi de luni.

## Evenimente

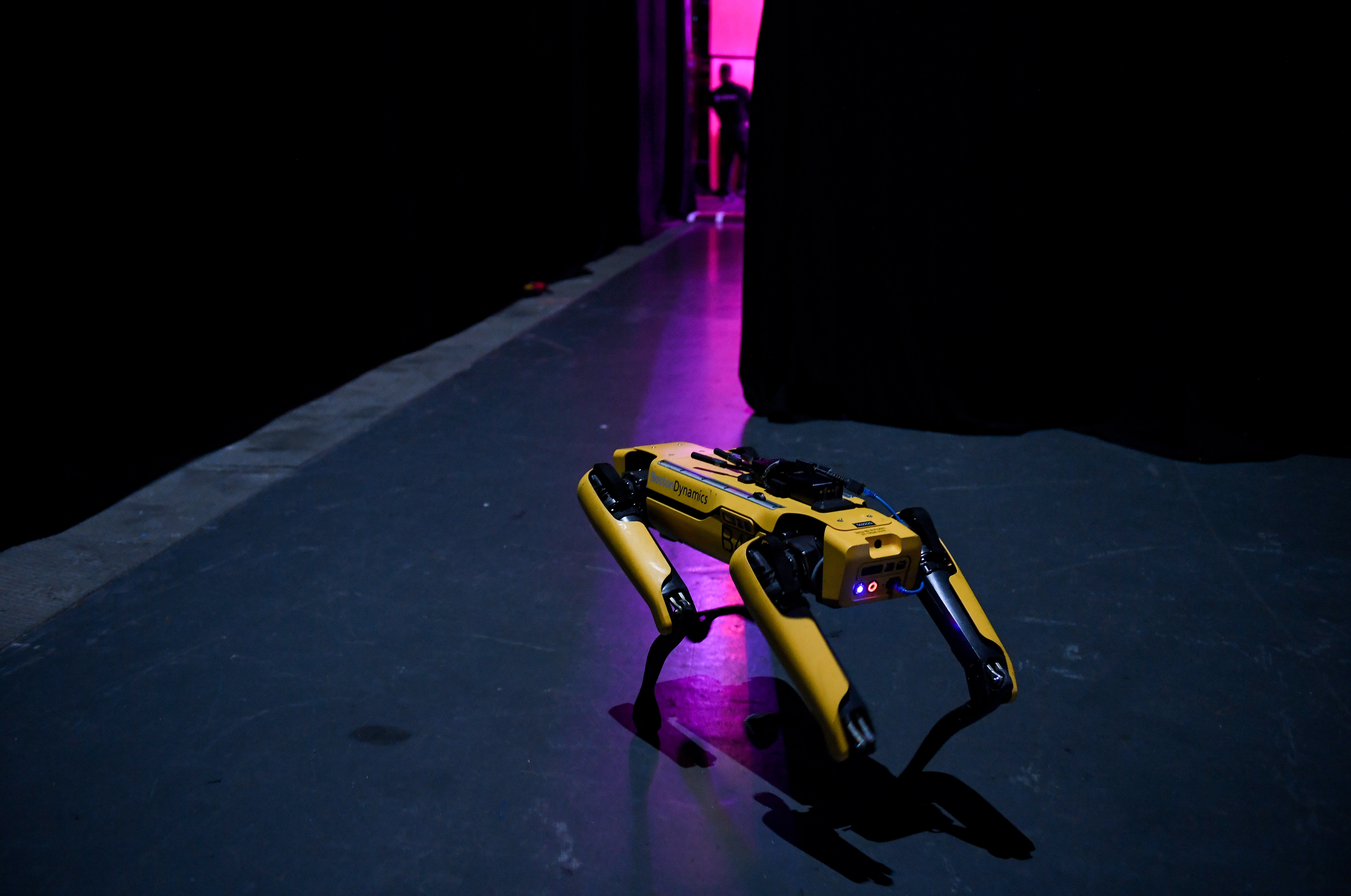
15 iunie: SpotMini, robot comercializat de Boston Dynamics

- 1 iunie: Organizația Mondială a Sănătății raportează șase cazuri noi de ebola, și UNICEF raportează cinci decese, într-un focar reînnoit al bolii în Mbandaka, Provincia Équateur, Republica Democrată Congo.
- 1 iunie: Președintele american, Donald Trump, a declarat gruparea Antifa ca fiind organizație teroristă.
- 2 iunie: Alphabet Inc. și Google au fost obligate la plata unei despăgubiri de 5 miliarde de dolari, susținând că compania încalcă dreptul utilizatorilor la confidențialitate, urmărindu-i în modul incognito al Chrome.
- 3 iunie: Primul ministru Boris Johnson spune că Regatul Unit va modifica legile privind imigrația pentru a oferi cetățenia britanică pentru toți cetățenii din Hong Kong dacă guvernul Chinei impune noi legi de securitate pe teritoriu.
- 3 iunie: SpaceX lansează și desfășoară cu succes 60 de sateliți Starlink pe orbita Pământului de la stația aeriană Cape Canaveral. Numărul total de sateliți Starlink în orbită a ajuns la 482.
- 3 iunie: Președintele rus, Vladimir Putin, declară stare  de urgență după ce 20.000 de tone de petrol s-au scurs în râul Ambarnaya, lângă orașul siberian Norilsk, în cadrul Cercului Arctic, pe 26 mai 2020.
- 4 iunie: Guvernul acordului național din Libia (GNA) spune că dețin controlul deplin al capitalei, Tripoli, după ce forțele armatei naționale libiene (LNA), loiale marșalului Khalifa Haftar, se retrag din teritoriu după luni întregi de lupte intense în oraș.
- 6 iunie: Mitinguri anti-rasism și proteste împotriva brutalității poliției au loc în orașele din întreaga lume.
- 7 iunie: Pandemie COVID-19: Numărul global de decese depășește 400.000.
- 8 iunie: Pandemie COVID-19: Numărul de cazuri confirmate de COVID-19 trece la 7 milioane la nivel mondial.
- 9 iunie: Pandemie COVID-19: Un studiu al Universității Harvard sugerează că COVID-19 s-ar fi putut răspândi în China încă din august 2019.
- 15 iunie: Spot este primul robot comercializat de Boston Dynamics.
- 16 iunie: Coreea de Nord detonează un birou de la granița demilitarizată cu Coreea de Sud la Kaesong, înființat în 2018 pentru a îmbunătăți relațiile diplomatice.
- 16 iunie: Pandemie COVID-19: Numărul de cazuri confirmate de COVID-19 trece la 8 milioane la nivel mondial. Cu 700 de morți suplimentare într-o zi, Statele Unite înregistrează mai multe decese decât numărul soldaților americani căzuți în Primul Război Mondial, circa 116.500. Beijingul închide din nou toate școlile și universitățile după o revenire a cazurilor de COVID-19.
- 16 iunie: Un avion de luptă chinez J-10 a intrat în spațiul aerian al Taiwanului dinspre sud-vest determinând forțele aeriene ale Taiwanului să emită atenționări.
- 16 iunie: Bătaia din Valea Galwan[1]. Cel puțin 20 de soldați indieni au fost uciși într-o confruntare cu forțele chineze în Ladakh în regiunea Kashmir, o zonă în jurul căreia există o veche dispută între China și India.
- 21 iunie: A avut loc eclipsa inelară de soare din 2020.
- 21 iunie: Alegeri parlamentare în Serbia. Alegerile au fost câștigate de către Partidul Progresist Sârb al președintelui Aleksandar Vučić cu 61,59 %, locul al doilea fiind ocupat de Partidul Socialist din Serbia al ministrului de externe Ivica Dačić cu 10,37 %, iar locul al treilea a fost ocupat de Alianța Serbia Patriotică al fostului jucător de polo pe apă Aleksandar Šapić cu 3,64 %. În Adunarea Națională a Serbiei au mai intrat: Alianța Maghiarilor din Voivodina, Alianța Doar înainte (Partidul Justiției și al Reconcilierii și Partidul Democrat al Macedonenilor), Partidul pentru Acțiune Democratică și Partidul Acțiunii Democratice din Sandžak.
- 22 iunie: Alegeri prezidențiale în Kiribati.
- 24 iunie: China a lansat ultimul satelit din sistemul de navigație BeiDou, un nou rival pentru sistemele GPS (SUA) și Glonass (Rusia).
- 28 iunie: Alegeri prezidențiale în Polonia. Președintele conservator în exercițiu Andrzej Duda a ieșit învingător în primul tur al alegerilor prezidențiale din Polonia și se va confrunta cu candidatul liberal Rafal Trzaskowski într-un al doilea tur de scrutin la 12 iulie.
- 29 iunie: Fostul premier al Franței Francois Fillon și soția sa, au fost condamnați la închisoare pentru deturnare de fonduri.
- 30 iunie: Coaliția din Parlamentul Republicii Moldova a rămas cu 49 de deputați, asta după ce deputatul Ștefan Gațcan a ales să adere la grupul Pro Moldova înființat anul acesta. Ieșirea deputatului s-a lăsat cu proteste la clinica privată și la casa deputatului.

## Decese
- 1 iunie: Vladimir Zamfirescu, 84 ani, pictor și desenator român (n. 1936)
- 3 iunie: Valentina Tăzlăuanu, 70 ani, scriitoare, eseistă, jurnalistă și critic de teatru din Republica Moldova (n. 1950)
- 4 iunie: Fabiana Anastácio, 45 ani, cântăreață braziliană (n. 1975)
- 4 iunie: Dulce Nunes, 83 ani, actriță și cântăreață, compozitoare braziliană de muzică populară braziliană (n. 1936)
- 5 iunie: Howard Arthur Allen, 71 ani, ucigaș în serie american (n. 1949)
- 5 iunie: Viorel Comănici, 79 ani, actor român (n. 1941)
- 8 iunie: Costin Mărculescu, 50 ani, actor și cântăreț român (n. 1969)
- 8 iunie: Pierre Nkurunziza, 55 ani, politician burundez, președintele statului Burundi (2005-2020), (n. 1964)
- 9 iunie: Adomas Pranas Druktenis, 88 ani, traducător lituanian (n. 1931)
- 9 iunie: Gigi Marga, 91 ani, interpretă română de muzică ușoară (n. 1929)
- 11 iunie: Emmanuel Issoze-Ngondet, 59 ani, diplomat și om de stat gabonez (n. 1961)
- 11 iunie: Eppie Wietzes, 82 ani, pilot canadian de Formula 1 (n. 1938)
- 13 iunie: Jean Raspail, 94 ani, scriitor francez (n. 1925)
- 14 iunie: Elsa Joubert, 97 ani, scriitoare sud-africană (n. 1922)
- 14 iunie: Constantin Răuță, 79 ani, om de știință român (n. 1941)
- 14 iunie: Keith Tippett, 72 ani, pianist și compozitor britanic de jazz (n. 1947)
- 16 iunie: Victor Drumi, 70 ani, actor din R. Moldova (n. 1950)
- 16 iunie: Vladimir Jurăscu, 93 ani, actor român de teatru și film (n. 1927)
- 16 iunie: Marin Lungu, 82 ani, deputat român în legislatura 1992-1996 (n. 1937)
- 19 iunie: Ian Holm, 88 ani, actor englez (n. 1931)
- 19 iunie: Carlos Ruiz Zafón, 55 ani, scriitor spaniol (n. 1964)
- 20 iunie: Mario Corso, 78 ani, fotbalist și antrenor italian (n. 1941)
- 21 iunie: Zeev Sternhell, 85 ani, istoric, scriitor și politolog polonezo-israelian, comentator al Conflictului israeliano–palestiniene (n. 1935)
- 22 iunie: Joel Schumacher, 80 ani, producător de filme, scenarist și regizor american (n. 1939)
- 25 iunie: Ionuț Popa, 67 ani, fotbalist și antrenor român (n. 1953)
- 25 iunie: Ionuț Popa, fotbalist (n. 1953)
- 26 iunie: Kelly Asbury, 60 ani, regizor, scenarist, actor de dublaj și scriitor american (n. 1960)
- 27 iunie: Dumitru Comănescu, 111 ani, inginer agronom român, cel mai vârstnic bărbat din lume (n. 1908)[2]
- 27 iunie: Mihai Romilă (Romilă II), 69 ani, fotbalist și antrenor român (n. 1950)
- 28 iunie: Iuliana Bucur, 82 ani,  demnitar comunist român (n. 1938)
- 28 iunie: Marián Čišovský, 40 ani, fotbalist slovac (n. 1979)
- 29 iunie: Hachalu Hundessa, 34 ani, cântăreț, compozitor și activist pentru drepturi civile din Etiopia de etnie Oromo (n. 1986)
- 29 iunie: Carl Reiner, 98 ani, actor american (n. 1922)
- 30 iunie: Ivo Banac, 73 ani, istoric croato-american (n. 1947)
- 30 iunie: Andrei Burac, 81 ani, poet, prozator, dramaturg, traducător și publicist din Republica Moldova (n. 1938)
- 30 iunie: Ida Haendel, 91 ani, violonistă poloneză (n. 1928)